# Bratcovu, Teleorman
Bratcovu este un sat în comuna Stejaru din județul Teleorman, Muntenia, România. Se află în partea de nord-vest a județului,  în Câmpia Găvanu-Burdea. La recensământul din 2002 avea o populație de 199 locuitori.